# Myrmeconauclea
Myrmeconauclea es un género con tres especies de plantas con flores perteneciente a la familia Rubiaceae.
Es natural de Malasia.

## Especies
- Myrmeconauclea rheophila (Steenh.) Ridsdale
- Myrmeconauclea stipulacea Ridsdale
- Myrmeconauclea strigosa Merr.
- Myrmeconauclea surianii Ridsdale